# Stenalia bisecta
Stenalia bisecta es una especie de coleóptero de la familia Mordellidae.

## Distribución geográfica
Habita en Sicilia y Turquía.